# Adem Kapič
Adem Kapič (ur. 16 kwietnia 1975 w Lublanie) – słoweński piłkarz. Kapič rozegrał 1 mecz w Bundeslidze.